# Historiska domsagor i Södermanlands län
Historiska domsagor i Södermanlands län består av domsagor i Södermanlands län före och efter tingsrättsreformen 1971. Domsagorna låg under Svea hovrätt. 
Domsagorna bestod ursprungligen av häradernas tingslag inom vilka motsvarande häradsrätt var verksam. Städerna omfattades inte av häradernas jurisdiktion, utan lydde under de egna rådhusrätterna.

## Domsagor från tiden efter 1971
Dessa var renodlade domkretsar till tingsrätterna:
- Nyköpings domsaga från 1971, namnändrades 1 juli 2018 till Nyköpings domkrets
- Eskilstuna domsaga från 1971, namnändrades 1 juli 2018 till Eskilstuna domkrets
- Katrineholms domsaga upphörde 2009, till Nyköpings domsaga

## Upphörda 1971
- Livgedingets domsaga från 1680
- Nyköpings domsaga från 1879
- Oppunda och Villåttinge domsaga från 1879

## Upphörda 1879
- Kungadömets domsaga från 1680